# القنصلية العامة لأفغانستان في جدة
القنصلية العامة لأفغانستان في جدة (بالبشتوية:  د أفغانستان جنرل قونسلګري د سعودي په جده ښار کې)‏، (بالفارسية: جنرال قنسلگری جمهوری اسلامی أفغانستان در شهر جده – عربستان سعودی) هي قنصلية تابعة لجمهورية أفغانستان في المملكة العربية السعودية.

## القناصل السابقين
- د. خليل الرحمن حناني

## ساعات العمل
من الساعة الثامنة صباحًا حتى الرابعة مساءً

## وصلات خارجية
- موقع وزارة الخارجية الأفغانية
- موقع وزارة الخارجية السعودية